# Oscar Grégoire
Oscar Grégoire, född 27 mars 1877 i Moskva, död 1947, var en belgisk vattenpolospelare och ryggsimmare.
Grégoire tävlade för Brussels Swimming and Water Polo Club i OS-turneringen 1900 där det belgiska laget tog silver. I OS-turneringen 1908 var han med om att ta ytterligare ett silver för Belgiens herrlandslag i vattenpolo. I OS-turneringen 1912 tog Belgien brons. Vid olympiska sommarspelen 1908 och 1912 var Grégoire även antagen till den belgiska OS-truppen i egenskap av simmare.